# NGC 2247
NGC 2247 (również LBN 901) – mgławica refleksyjna znajdująca się w gwiazdozbiorze Jednorożca. Odkrył ją R.J. Mitchell – asystent Williama Parsonsa 14 lutego 1857 roku. Mgławica ta jest rozświetlana przez gwiazdę typu Herbig Ae/Be HD 259431, należącą do młodej asocjacji Mon R1, oddalonej o ok. 800 parseków (ok. 2600 lat świetlnych) od Słońca. Jasność tej gwiazdy wynosi 8,72m.